# 國立臺灣大學工學院
國立臺灣大學工學院，簡稱台大工學院，前身為台北帝國大學工學部，是國立臺灣大學的學院之一，由土木工程學系、機械工程學系、化學工程學系、工程科學與海洋工程學系、材料科學與工程學系、醫學工程學系及其他研究所、研究中心所組成。

## 院史
國立臺灣大學工學院的前身是臺北帝國大學工學部。早在臺北帝國大學設立之初，便有成立工學部的構想，然而限於國內外情勢及經費，並未實現。昭和十五年（1940年），臺灣總督府內成立「臺北帝國大學工學部創設準備委員會」籌辦工學部創設事宜，由東京帝國大學工學部長丹羽重光及教授龜山直人二人實際規劃籌辦。依據此設計，臺北帝國大學工學部將在昭和十八年（1943年）成立，學部分為機械工學、電氣工學、應用化學及土木工學四個學科，每個學科包含六個講座，另外加上七個各科共同講座，共設三十一個講座。
工學部在籌設之初即面臨戰爭時期人力物力缺乏的窘境，因此在昭和十八年開始授課至昭和二十年十一月移交給國立臺灣大學時，講座未完全開設、教授尚未滿編、器材嚴重缺乏，幾乎無教學及研究成果。即便如此，工學院仍如期在昭和十八年十月二十日開始授課，收納帝大預科第一屆畢業生。此時臺北帝國大學農林專門部改制為臺灣總督府臺中高等農林學校（今國立中興大學），並遷往臺中，工學部即以空出來的教室作為臨時院館。工學部新大樓於昭和十九年（1944年）二月完工啟用，是為現在的機械工程館。
昭和二十年（1945年）八月日本投降，十一月中華民國教育部接收臺北帝國大學，易名為「國立臺北大學」。1945年12月15日，國立臺北大學正式定名為國立臺灣大學，並將「學部」改稱「學院」，國立臺灣大學工學院名稱始定。
台大工學院自接收以來不斷擴增編制，現在已經成為涵蓋各工程領域的全方位工學院。造船工程研究所成立於1973年，隨後於1976成立造船工程學系。1977年成立環境工程學研究所，1982年成立材料科學與工程學研究所，1984年成立應用力學研究所，1988年成立建築與城鄉研究所，1998年成立醫學工程學研究所，2002年成立高分子科學與工程學研究所。2001年由材料科學與工程學研究所增設大學部成立材料科學與工程學系；2002年造船工程學系與研究所改名為工程科學及海洋工程學系；醫學工程學系則由醫學工程學研究所於2018年增設大學部而來。

## 教研單位

### 學系暨研究所
- 土木工程學系
- 機械工程學系
- 化學工程學系
- 工程科學與海洋工程學系
- 材料科學與工程學系
- 醫學工程學系

### 研究所
- 環境工程學研究所
- 應用力學研究所
- 建築與城鄉研究所
- 工業工程學研究所
- 高分子科學與工程學研究所
- 綠色永續材料與精密元件博士學位學程
- 分子科學與技術國際研究生博士學位學程

### 研究中心
- 水工試驗所
- 嚴慶齡工業研究中心
- 地震工程研究中心
- 智能機械研究中心
- 船舶及海洋技術研究中心
- 前瞻綠色材料高值化研究中心
- 奈米機電系統研究中心
- 策略材料國際研究中心
- 碳循環永續技術與評估研究中心
- 組織工程與3D列印中心